# NGC 5695
NGC 5695 ist eine Balken-Spiralgalaxie mit aktivem Galaxienkern vom Hubble-Typ SBb im Sternbild Bärenhüter am Nordsternhimmel. Sie ist schätzungsweise 193 Millionen Lichtjahre von der Milchstraße entfernt und hat einen Durchmesser von etwa 85.000 Lj.
Im selben Himmelsareal befinden sich u. a. die Galaxien NGC 5684 und NGC 5686.
Das Objekt wurde am 1. Mai 1785 von dem Astronomen William Herschel mithilfe seines 18,7 Zoll-Spiegelteleskops  entdeckt und später von Johan Dreyer in seinen New General Catalogue aufgenommen.